# Tawny Moyer
Tawny Moyer (San Diego, 30 de marzo de 1957) es una actriz estadounidense de cine y televisión.

## Carrera
Moyer logró reconocimiento luego de interpretar el papel de la enfermera Jill Franco en la película de terror de 1981 Halloween II. Había debutado en el cine en el largometraje de 1978 California Suite y también registró apariciones en otras películas como Looker (1981), A Fine Mess (1986), House of the Rising Sun (1987) y Thank Heaven (2001).
Ha aparecido en algunas series de televisión en pequeños roles, entre las que destacan Hunter, Barnaby Jones, The A-Team, Knight Rider, The Nanny y The Drew Carey Show.

## Filmografía destacada
- California Suite (1978)
- Looker (1981) - Ama de casa
- Halloween II (1981) - Jill Franco
- A Fine Mess (1986)
- House of the Rising Sun (1987) - Corey
- Thank Heaven (2001) - Reportera